# Bouvellemont
Bouvellemont je francouzská obec v departementu Ardensko v regionu Grand Est. V roce 2014 zde žilo 103 obyvatel.

## Poloha obce
Sousední obce jsou: Baâlons, Chagny, Jonval a Saint-Loup-Terrier.

## Vývoj počtu obyvatel
Počet obyvatel